# Гіоргі Гадрані
Гіо́ргі Гадра́ні (груз. გიორგი გადრანი; нар. 30 вересня 1994, Тбілісі, Грузія) — грузинський футболіст, центральний захисник.

## Клубна кар'єра
У Грузії грав у команді «Гагра» (Тбілісі). Узимку 2015 року проходив перегляд у команді української Прем'єр-ліги «Олімпік» (Донецьк). У березні 2015 року уклав контракт з іншим українським клубом — одеським «Чорноморцем».
4 квітня того ж року провів матч у команді «моряків» в УПЛ, вийшовши в матчі проти київського «Динамо» у стартовому складі. Усього до кінця сезону футболіст зіграв за основний склад «Чорноморця» 5 матчів у чемпіонаті й Кубку України. 2 січня 2016 року було офіційно оголошено про продовження контракту Гіоргі з «Чорноморцем». Влітку 2017 року залишив «Чорноморець», після чого виступав за тбіліське «Динамо». 
11 березня 2018 року знову відправився до України, де став гравцем першолігової «Десни», втім в Україні і цього разу заграти не зумів, тому по завершенні сезону, за результатами якого клуб вийшов у Прем'єр-лігу, Гадрані покинув клуб і повернувся на батьківщину, ставши гравцем «Діли».